# Tadeusz Juliusz Uhl
Tadeusz Juliusz Uhl (ur. 1956) – polski inżynier, profesor nauk technicznych.

## Życiorys
Jest absolwentem Akademii Górniczo-Hutniczej im. St. Staszica w Krakowie, w 1983 r. obronił pracę doktorską, w 1990 r. habilitował się na podstawie pracy zatytułowanej Identyfikacja układów mechanicznych podlegających uderzeniom. W 1998 r. uzyskał tytuł profesora nauk technicznych. Został pracownikiem naukowym w Akademii Górniczo-Hutniczej im. Stanisława Staszica w Krakowie i w Państwowej Akademii Nauk Stosowanych w Głogowie.
Należy do Rady Dyscypliny Naukowej - Inżynierii Mechanicznej AGH.
Jest prezesem Polskiego Towarzystwa Diagnostyki Technicznej, członkiem Komisji Nauk Technicznych PAU, Komitetu Narodowego do spraw Współpracy z Międzynarodową Federacją Teorii Maszyn i Mechanizmów (IFToMM) PAN, Komitetu Budowy Maszyn Polskiej Akademii Nauk i Komitetu Mechaniki PAN.